# استعانة

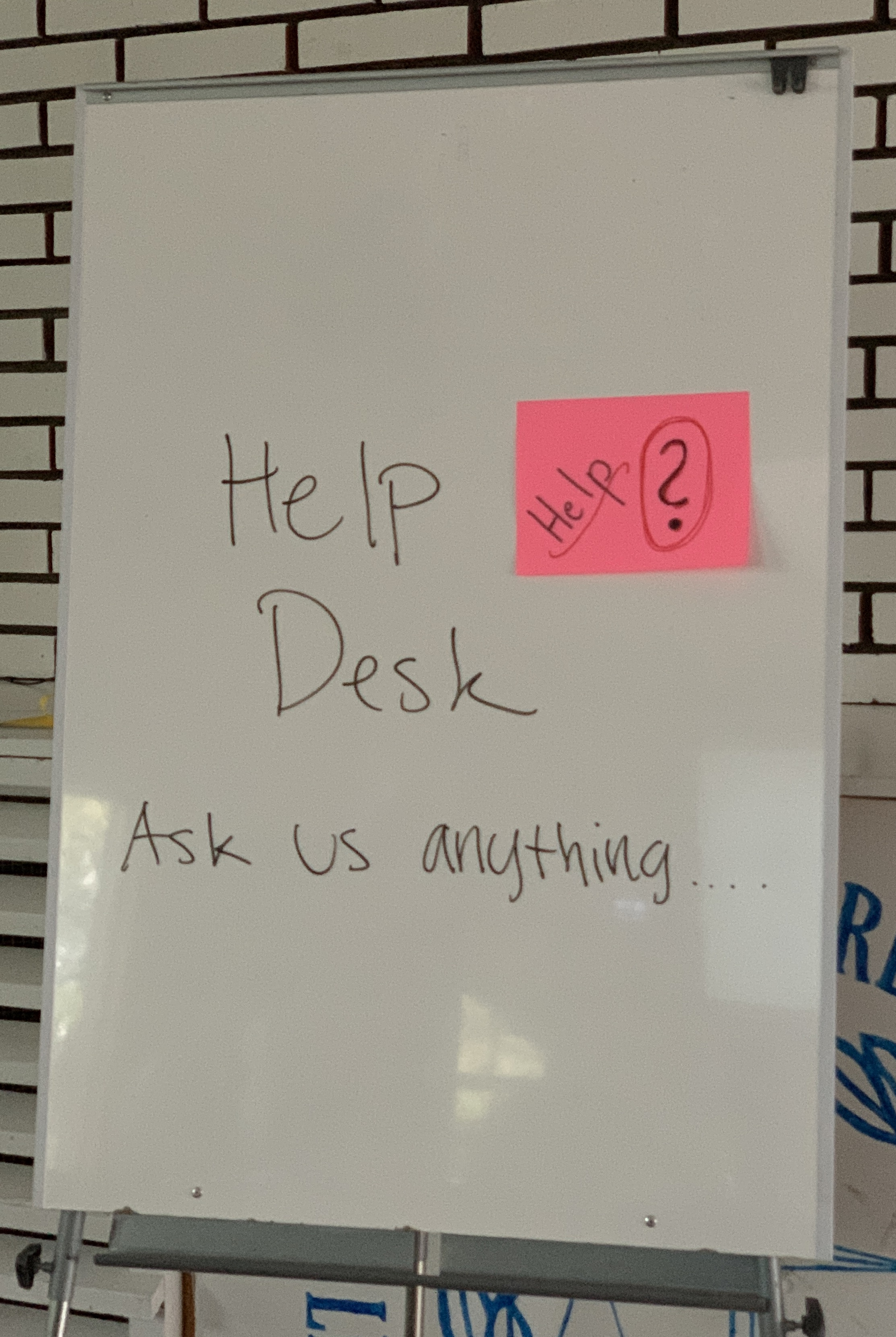

تفترض نظرية الاستعانة أن الناس يتبعون سلسلة من الخطوات التي يمكن التنبؤ بها لطلب المساعدة من أجل ضعفهم، إنها سلسلة من الخطوات الإدراكية والسلوكية جيدة الترتيب والهادفة ، كل منها يؤدي إلى أنواع محددة من الحلول.
تنقسم نظرية  طلب المساعدة إلى فئتين حيث يعتبرها البعض التشابه "(على سبيل المثال Cepeda-Benito & Short، 1998) بينما يعتبرها آخرون أنها تعتمد على المشكلة (على سبيل المثال Di Fabio & Bernaud، 2008). بشكل عام ،تعتمد سلوكيات البحث عن المساعدة على ثلاث عوامل هي: المواقف (المعتقدات والاستعدادت) نحو البحث عن المساعدة ، والنية للحصول على المساعدة ، والسلوك الفعلي الذي يسعى إلى المساعدة. 

## الأنواع
ينقسم سلوك البحث عن مساعدة إلى نوعين، السلوك التكيفي والسلوك غير التكيفي. السلوك التكيفي هو عندما يقوم الشخص بالتغلب على صعوبة ويعتمد على اعتراف الشخص، والبصيرة وأبعاد المشكلة والموارد من أجل الحل، ويقدر ذلك كاستراتيجية نشطة. وهو الغير تكيفي عندما يستمر السلوك حتى بعد فهم آلية حل المشكلات ومعالجتها.
يمكن أن تؤثر الحواجز الديناميكية في طلب المساعدة أيضًا على العملية النشطة (على سبيل المثال: الثقافة، والأنا، والطبقية، وما إلى ذلك). تميزت نيلسون-لو غال (1981) في البحث عن المساعدة، والتي اعتبرتها ضرورية للتعلم، والاعتماد السلبي.

## الصحة العامة
ينقسم سلوك الاستعانة في الصحة العامة إلى الخطوات التالية: 
- الرعاية الذاتية: التقييم الذاتي والإدارة الذاتية للمشكلة الجسدية أو النفسية.
- الشبكات الاجتماعية: البحث عن المعلومات للقضاء على المشكلة من خلال موارد المجتمع.
- المساعدين: طلب المساعدة من غير رسمي (كاهن ، معالجين كليين ، صيادلة ، إلخ) والمساعدين الرسميين (الأطباء ، علماء النفس ، الأخصائيين الاجتماعيين ، إلخ.) ذات الصلة بالميدان.
- أصحاب الحيلة (Gatekeepers): هم شكل من أشكال المساعدة الواردة من المجتمع من خلال فهم وجود مشكلة وهم أعضاء الحيلة في المجتمع الذي يمكن أن يربط / توجيه الشخص المحتاج مع مصادر مساعدة محتملة.

## تحقيقات نفسية
تلقى البحث عن المساعدة الكثير من الاهتمام البحثي في السياقات الأكاديمية.  Karabenick & Newman، 2006  ترتبط سلوكيات البحث في كثير من الأحيان بنظرية توجيه الأهداف ، حيث يكون طلاب الماجستير أكثر ميلاً إلى إظهار الاستراتيجيات التكيفية والطلاب الموجهين للأداء يميلون أكثر إلى إظهار استراتيجيات غير تكيفية (Ames ، 1983 ؛ بتلر ، 1999 ، 2006 ؛ هاشم ، 2004 ؛ ريان ، غين ، وميدلي ، 1998). وجد العديد من الباحثين أن المرأة لديها مواقف أكثر إيجابية من الرجال تجاه طلب المساعدة من علماء النفس المحترفين.  Shea & Yeh، 2008  ] عند مواجهة الحاجة ، يميل الطلاب ذوو الكفاءة الذاتية العالية إلى إظهار سلوكيات عالية في المساعدة ، في حين أن الطلاب ذوي الكفاءة الذاتية المنخفضة هم ، في ظل ظروف مماثلة ، أكثر ترددًا في طلب المساعدة. في عام 2011 تم إعادة فحصها ويستعرض الأقران أن مؤشرات الانتساب يمكن أن تقود الناس إلى طلب المساعدة في سياقات المجموعة المغلقة. 